# محكمة بيشاور العليا
محكمة بيشاور العليا (بالأردوية: عدالت عالیہ پشاور)‏ هي أعلى مؤسسة قضائية في خيبر بختونخوا. وهي تقع في عاصمة المقاطعة بيشاور. أقر البرلمان مشروع قانون يمدد اختصاص المحكمة العليا ومحكمة بيشاور العليا إلى المناطق القبلية الخاضعة للإدارة الاتحادية، في محاولة لمهد الطريق لدمج المناطق القبلية مع خيبر بختونخوا.

## التاريخ
خلال الأيام الأخيرة من القرن التاسع عشر، اقترح نائب الملك في الهند اللورد كرزون (1899-1905) إنشاء مقاطعة خيبر بختونخوا (التي كانت في ذلك الوقت مقاطعة الحدود الشمالية الغربية) ووافق عليها وزير الدولة لشؤون الهند اللورد جورج هاميلتون في 20 ديسمبر 1900.
وتأسست المقاطعة رسميًا في 9 نوفمبر 1901، وأصدر الحاكم العام للمجلس قانون خيبر بختونخوا رقم 7 لعام 1901 التي أمر بإنشاء المؤسسات القضائية للمقاطعة.